# Chromium
Chromium是The Chromium Project中的一个项目，Google Chrome等许多网络浏览器都是基于此项目进行开发。
Google Chrome浏览器是基于Chromium项目的子产品之一。
Chromium版本迭代周期较快，一天内会迭代多个版本。
Chromium的用户界面极为简洁，Google希望用户在使用Chromium时感到浏览器运行速度快，页面加载迅速，同时占用资源少，运行效率高（英語：feel lightweight (cognitively and physically) and fast.）。

## 许可协议
Chromium开源协议基于 BSD许可证。但是，Chromium项目的其他分支基于不同的许可证，例如MIT、LGPL、Ms-PL、MPL、GPL、LGPL 多重許可等多种许可协议。

## 与Google Chrome的差异
Google Chrome是基于Chromium的专有浏览器，因此Chromium为其提供了绝大多数源代码。
以下是Google Chrome与Chromium的不同：
- Chrome与Chromium用户界面和功能基本一致，Chromium有部分实验项目，例如标签页[17]。
- Chromium是開源軟體，以BSD授權條款釋出；Google Chrome为专有软件，其二进制文件根据Google Chrome的服务条款被许可为免费软件[18]。
- Google Chrome支持Google Update程序自動更新。
- Google Chrome的隐私问题存在较大争议。[19]
- Chromium不包含Google API Key，因此使用Google账号的部分功能存在限制，例如同步功能。[20]
- Google Chrome与Chromium的解码器存在差异性，例如Chromium原生不再支持 H.264[21]。
- 在解码器上，Linux的部分發行版本和其他操作系统在的功能性存在差异[16]。

## 安全獎賞計畫
- 2010年首度宣布「Chromium安全獎賞計畫」(Chromium Security Rewards Program)並提供小額獎金給發現Chrome瀏覽器潛在安全漏洞的研究人員。
- 2012年2月提高金額，贊助Pwnium駭客競賽，尋找Chrome「可徹底利用的弱點」，並提供找到漏洞的駭客高額獎金。[22]

## 历史

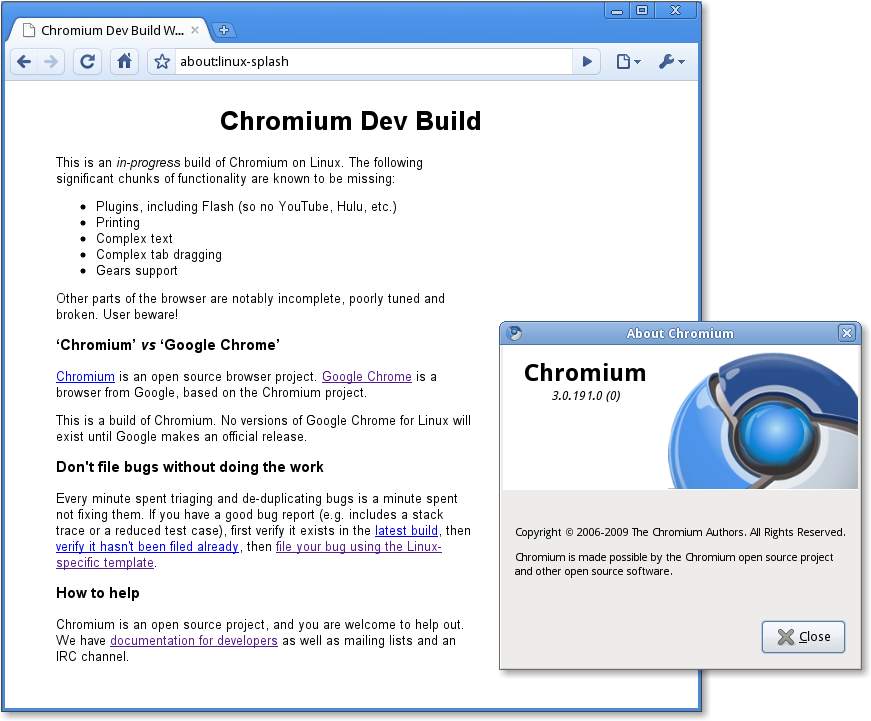
Chromium 3.0的早期alpha版本，确立了它与Google Chrome的分离

从2008年9月至2011年3月的图标

从2011年3月25日到2014年8月31日的图标

从2014年9月1日到2022年2月3日的图标

从2022年2月4日至今的图标

### 版本号
Chromium版本号由四部分组成，例如121.0.6136.0。
各部分组成是MAJOR.MINOR.BUILD.PATCH。
- 121.0 (MAJOR.MINOR) 分别为主版本和次版本；
- 6136 (BUILD) 为一个不间断的数字，为构建版本号；
- 0 (PATCH) 是BUILD的候选版本，例如121.0.6136的候选版本有五个，末尾为[6136.0-6136.4]

### 2008
Google Chrome于2008年9月推出，并随其发布一起提供了Chromium源代码，从而允许从中构建代码。最初的代码版本包括针对Windows、macOS和Linux的构建，它们处于开发的早期阶段，并且缺乏完整的功能。Chromium 1.0于2008年12月发布，因此Chrome仅移除了Windows的Beta状态。
Chromium于2008年9月首次发布时，就因其以某种方式存储已保存的密码而受到批评，因此任何计算机临时用户都可以轻松地从GUI读取密码。Chromium用户提交了许多错误报告和功能请求，要求提供主密码选项来访问存储的密码，但Chromium开发人员一直坚持认为，这并不能为防止黑客提供真正的安全保护。用户认为，这样做可以防止同事或家庭成员借用计算机时以明文形式查看存储的密码。2009年12月，Chromium开发人员P. Kasting称： "主密码是1397号问题。此问题已关闭。我们将不会实施主密码。现在不行，永远不会。为此争论不会使它变成现实；‘一群人喜欢这样’也不会使它变成现实。我们的设计决策并不民主。您不可能总是拥有想要的东西。" 

### 2009
2009年1月，Chromium 2.0的第一个开发版本发布，该版本具有书签管理器并支持渐变，反射和遮罩等非标准CSS功能。
Chromium 3.0于2009年5月28日发布，版本号为3.0.182.2。Chrome 3.0于2009年9月发布，推出了更快的JavaScript引擎、用户可选主题的系统、改进后的地址栏以及重新设计的新标签页显示页面。
2009年5月，Chromium的第一个alpha Linux版本面世。 瑞安·保罗(英語：Ryan Paul)在审查该Alpha版本时表示： "它仍然缺少功能并(存在)很多渲染错误，但显然正在朝着正确的方向发展。" 在Linux和macOS平台上，Chrome的首个开发版本于2009年6月发布，当时处于起步阶段，缺少Adobe Flash、隐私设置、设置默认搜索提供程序甚至打印的功能。2009年7月，Chromium使用GTK +工具包将Linux的本机主题合并到了GNOME桌面环境中。
Chromium 4.0.212.0是第一个Chromium 4.0版本，于2009年9月22日上线；Chrome 4.0于2009年12月连同适用于macOS和Linux的Chrome beta版本公开发布。两者均支持扩展程序和书签同步。截至2010年4月，Chrome / Chromium 4.0的全平台市场渗透率为6.73％。
Gentoo Linux自2009年9月起在官方存储库中添加了Chromium。

## 部分基于Chromium开发的浏览器
- 360极速浏览器：基于Chromium开发，同时加入了IE内核引擎。[43]
- Ecosia 浏览器：Ecosia基于Chromium的免费网页浏览器EcoBrowser，可用于Android、iOS、Windows、MacOS。
- Brave：基於Chromium開發，加入廣告攔截和私隱保護等功能。[44]
- Cent Browser：2015年2月12日公布首个版本。[45]
- Comodo Dragon：由Comodo Group开发，侧重于安全性和隐私保护。[46][47]
- CrossOver Chromium：由CodeWeavers發佈的捆綁了Wine的Chromium（适用于 Linux and macOS，2008年9月15日）。[48][49]
- Falkon：使用基於Chromium的QtWebEngine引擎。
- Microsoft Edge：自2020年1月15日起基于Chromium开发。[50][51]
- Google Chrome：2008年12月11日发布
- QQ浏览器：Chromium+IE双内核，IE内核优化。[52]
- 三星瀏覽器：基于Chromium开发並加入廣告攔截功能。[53]
- SRWare Iron：注重保護用戶隱私，支持Windows、Linux和macOS[54]，同時有一個Chrome與Iron的比較頁（页面存档备份，存于）。
- Vivaldi：首个版本开发于2016年4月13日。[55]
- Yandex Browser：由俄羅斯Yandex開發。[56]
- 傲游浏览器：加入了IE内核引擎。[57]
- 七星浏览器：基於Chromium開發，同時加入了IE核心引擎。[58]
- 搜狗高速浏览器：基于Chromium开发，同时加入了IE内核引擎。[59]
- 2345加速浏览器：由2345公司开发的浏览器
- Amigo浏览器：俄语浏览器，已停止开发。[60]
- Kinza：日本开发，基于Chromium开发，2018年2月15日后停止开发。[61]
- RockMelt：2013年8月31日停止开发。[62]
- 百度浏览器：已停止提供更新及技术支持。[63]
- 枫树浏览器：支持Windows、Linux平台，2013年8月29日停止开发。[64]
- 猎豹浏览器：Chromium+IE双内核，2020年12月7日停止更新。[65]
- 世界之窗浏览器：已停止提供更新及技术支持。[66]

## 应用框架中的使用
一些应用框架中使用了可观比例的Chromium代码。著名的例子是Electron、Chromium嵌入式框架和Qt WebEngine。这些框架被用来创建许多应用程序。

## 外部連結
- 官方网站
- 官方博客
- Chromium on Google Code（页面存档备份，存于）
- 每日最新版本下載（页面存档备份，存于）
- 各版本下載（页面存档备份，存于）(可於此下載Windows、Mac、Linux的各版本chromium)ｙ
- Google V8 JavaScript Engine（页面存档备份，存于）
- Chrome線上應用程式商店（页面存档备份，存于）(可下載chrome、chromium專用的應用程式、插件、主題)